# Politik
Politik (från grekiska: πόλις) betyder ursprungligen 'statskonst', och avser som regel alla de åtgärder och handlingar som hör till det allmänna livet (kommuner, stater, mellanstater), och inrymmer allt från skatter, lagar, politikers löften och framtidsplaner till offentlig verksamhet, beslutsfattande och organisation. Å ena sidan menas politikers principer, löften och målsättningar, å andra sidan menas de aktiviteter som verkställer eller angår det allmännas styrelse.
Ordet politik har sin etymologiska rot från sanskrit, pur, 'borg', och har samma stam som orden polis och -pol i metropol. Det är bildat från grekiskans τὰ πολιτικά, tà politiká, som betyder 'statsangelägenheter'. Via latinet lånades ordet in till franskan, politique, och inlemmades i svenska språket där det är belagt sedan Vasatiden.
Politik är numera en statsvetenskaplig term för de processer och den taktik en grupp använder för att fatta beslut, ofta vad gäller hur en stats offentliga makt ska fördelas och utövas. Ordet används också om samhällsvisioner och det specifika innehållet i en grupps handlingsprogram och ligger då nära termen policy.
I demokratier utgår den politiska makten enligt grundlagar ofta från folket, men förs mest aktivt av statschefer, regeringschefer, parlament, politiska partier, intresseorganisationer, och i viss mån massmedia. I diktaturer och envälden är den politiska makten istället koncentrerad till en snäv cirkel av personer, ofta med stöd av militär och polis.
Vissa har argumenterat för att politikbegreppet bör vidgas till att innefatta fenomen som normalt betraktas som privata (till exempel intresseorganisations-, arbetsplats- och familjeangelägenheter) eftersom dessa anses påverka resultatet av den offentliga maktutövningen och maktkampen i hög grad.

## Etymologi och andra språks motsvarigheter
Ordet "politik" kommer av det grekiska ordet πόλις (pólis), "stadsstat". Varianten "Politikos" betyder ordagrant översatt "det som rör staten". Ordet latiniserades till "politicus" och lånades in av såväl franska ("politique") och engelska ("politics"). Det har funnits i svenskan sedan åtminstone 1600-talet.
Det svenska ordets två betydelser översätts på engelska antingen med 'politics' (processen) eller med 'policy' (handlingsprogrammet).

### Statsvetenskap
I akademiskt hänseende studeras politik och politiskt relaterade ämnen inom bland annat statsvetenskap, nationalekonomi, politisk filosofi och sociologi. De politiska idéernas historia är ett delområde av idéhistoria.
Statsvetenskapens etablering som egen vetenskaplig disciplin brukar dateras till slutet av 1800-talet. Några av de mest inflytelserika svenska statsvetarna i svensk samhällsdebatt och politik var 2014 Bo Rothstein, Joakim Palme, Sören Holmberg, Ulf Bjereld och Leif Lewin.

## Historia
Med Sokrates och Platon mognade filosofin till ett större system. Sokrates skrev aldrig något - det vi har av honom är det som nedtecknats av Platon. Teorin om idévärlden och exempelvis Platons grottliknelse är viktiga bidrag från Platon. Genom sina texter gav Platon bidrag till nästan alla filosofins områden till exempel kunskapsteori, politisk filosofi, etik och metafysik.
Aristoteles ansåg att människor av naturen är politiska varelser. Det betydde att människor också är sociala varelser och att varje förståelse av mänskligt beteende och behov måste inkludera sociala överväganden. Han analyserade också värdet av olika politiska system, beskrev deras för- och nackdelar och klassificerade dem som monarki, oligarki, tyranni, demokrati och republik. Han beskrev sina tankar vidare i sitt verk Politiken.
Demokrati infördes så småningom i bland annat Aten, även om den var kraftigt begränsad och uteslöt såväl kvinnor som slavar.
De bland de mer intressanta bidragen medeltiden givit till den politiska filosofin är Augustinus teori Gudsstaten och Thomas av Aquinos tankar om den naturliga staten. I verket De civitas dei (426 e.Kr.) förklarar Augustinus sin statsteori. Enligt honom finns det två typer av stater: Gudsstaten (civitas dei) och den världsliga staten (civitas terrena). Gudsstaten var det tillstånd av fullkomlighet som föregick syndafallet. Efter syndafallet uppkom de världsliga staterna, som är ofullkomliga och förgängliga.
Bakom den franska revolutionen och den amerikanska revolutionen låg inte bara materiella orsaker, (se Marxism). Filosofer hade givit teori för hur den fria individen skulle leva i ett gott och rättvist samhälle. François Voltaire, Jean-Jacques Rousseau och John Locke var alla filosofer i upplysningen som genom sina bidrag till politisk filosofi kom att ge en teoretisk grund för revolutioner och de mänskliga rättigheterna i den tidens samhälle. Thomas Hobbes gav kanske inget positivt bidrag till denna utveckling, men var ändå en betydande politisk filosof. Edmund Burke argumenterade för det felaktiga i den franska revolutionen och det sundare i den amerikanska revolutionen utifrån en konservativ utgångspunkt.
Samhällskontrakt och naturrätt var viktiga begrepp när man diskuterade ideologier på den här tiden.
Under 1600-talet låg mycket av de politiska idéerna kring kampen mellan den gudomligt tillsatte kungen och hans makt, kontra republikanska idéer, se till exempel engelska inbördeskriget.

## Politiska ideologier
Politiska ideologier är idéer om hur samhället skall organiseras och styras (eller inte styras), hur dess institutioner skall vara utformade, och hur människor skall samarbeta med varandra i vardagen. Nästan alla ideologier har en människosyn, det vill säga en uppfattning om människans natur och därmed en uppfattning om vilka institutioner människan behöver samt en om hur "det goda samhället" bör se ut, något som ibland kallas "utopi".

## Politiska dimensioner

### Höger-vänster-skalan

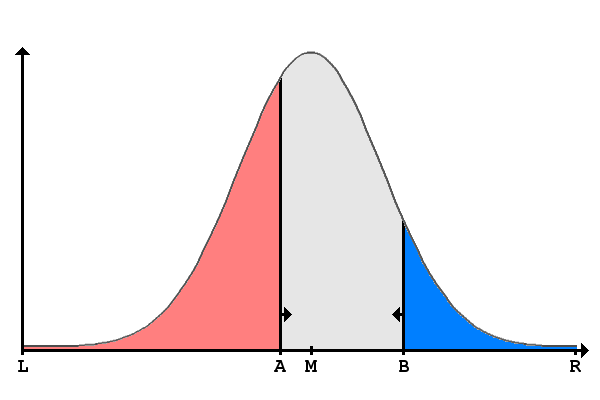
Medianväljarhypotesen är en central teori om hur väljare röstar i en demokrati.

Politiska ideologier och deras sympatisörer har alltsedan franska revolutionen 1789 i första hand delats upp i den politiska höger-vänsterskalan; från höger till vänster. Förklaringen till terminologin finns ursprungligen i placeringen i den franska nationalförsamlingen under revolutionen. De som värnade om det gamla samhället satte framifrån sett längst till höger i salen, medan de mer radikala satt till vänster. Benämningen spred sig sedan vidare och har förblivit den mest använda distinktionen inom politiken fram till idag. Dimensionen är emellertid allt annat än klar och har i själva verket en rad olika, om än inte helt särskilda, betydelser. Skalan motsvarar främst synen på distributiv rättvisa. Till vänster på skalan menar man att samhället bör ordnas så att ekonomiska resurser och politiskt inflytande bör fördelas så jämlikt som möjligt eftersom dessa är skevt fördelade från början. Till höger på skalan menar man att samhället inte behöver sträva efter ekonomisk eller politisk utjämning eftersom en differentierad fördelning är naturlig eller gynnsam av andra skäl. Gradvis från höger placerar sig ideologier och utgångspunkter som fascism, nationalism, konservatism, libertarianism och icke-egalitär liberalism. Till vänster placerar sig egalitär liberalism, socialdemokrati, socialism, marxism och kommunism. Betydelsen hos de olika ideologiska beteckningarna är dock i hög grad omstridd och den varierar starkt mellan olika stater, tidsperioder och sociala grupper. Vissa politiska tänkare har velat upplösa höger-vänster dimensionen eller har alternativt ansett att den spelat ut sin roll. Motsättningen mellan höger och vänster har minskat klart sedan 1900-talets början.